# SIBIS
SIBIS (inglés: Statistical Indicators Benchmarking the Information Society, en español: Indicadores estadísticos comparativos de la sociedad de la información) fue un proyecto incluido en el Programa Sociedad de la Información de la Comisión Europea (IST-2000-26276), vigente desde enero de 2001 a septiembre de 2003, en el marco del V Programa Marco de Investigación de la UE. Fue el primer estudio a nivel europeo de analizar la sociedad de la información.
Con un presupuesto de 3,27 millones de euros, tenía como objetivo desarrollar indicadores innovadores acerca de la sociedad de la información para tener en cuenta la naturaleza cambiante de las sociedades modernas y permitir una comparativa de los Estados miembros de la UE en el contexto de la sociedad de la información, con el fin de complementar las estadísticas oficiales que hasta aquel entonces iban enfocados en «los sistemas económicos y sociales de una Europa que había salida de la Segunda Guerra Mundial, con el consiguiente predominio de la producción industrial sobre el sector servicio, de activos tangibles sobre los intangibles, y de modelos de empleo tradicionales sobre los flexibles». 
Dichos indicadores evaluaban los entornos de aprendizaje, el teletrabajo, el uso de los teléfonos móviles, y la predisposición de los ciudadanos de hacer uso de los servicios en línea facilitados por los gobiernos, lo que ahora se conoce como la eAdministración.
Una vez recogidos, los indicatores fueron incorporados en encuestas realizadas en los Estados miembros de la UE15, y en 10 países candidatos a la adhesión, más Suiza y EE. UU.
SIBIS concluyó en septiembre de 2003 tras publicar los resultados en una serie de informes, incluyendo el Benchmarking security and trust in Europe and the US, publicado por RAND.